# ARGE Daten
Die ARGE Daten – Österreichische Gesellschaft für Datenschutz ist ein österreichischer gemeinnütziger Verein mit Sitz in Wien. Er wurde 1983 gegründet und beschäftigt sich mit Fragen des Datenschutzes, des Informationsrechts, der Telekommunikation und des Einsatzes neuer Technologien.
Der Verein sieht sich als „Initiative zum Schutz der Privatsphäre in Zeiten globaler Vernetzung“ und als „Anwalt der Persönlichkeitsrechte“ 
Zu diesem Zweck veröffentlicht die ARGE Daten Publikationen, veranstaltet Seminare und steht in Kontakt mit Forschungseinrichtungen, Universitäten, der Wirtschaft und auch den entsprechenden Behörden.

## Mittel zur Erreichung der Vereinsziele
- Aufbau von Bibliotheken mit den Schwerpunkten Informationstechnik, Telekommunikation, Datenschutz und Neue Technik
- Aufbau eines Informationsnetzwerkes im Internet
- Aufbau einer Datenbank
- Unterstützung und Zusammenarbeit mit Organisationen mit gleichen Zielen
- Erstellung von Unterrichtsmaterialien
- Durchführung, Unterstützung, Vergabe sowie Veröffentlichung von Untersuchungen und Forschungsvorhaben
- Einrichtung einer Geschäftsstelle
- Einrichtung von Referaten, Arbeitskreisen, Projektgruppen und Regionalgruppen

## Finanzierung
Die Finanzierung erfolgt durch Unternehmer, Sponsoring, Spenden, Mitgliedsbeiträge sowie durch die einzelnen Projekte.

## Konkrete Tätigkeiten
Die ARGE Daten stellt auf ihrer Website Informationen zu folgenden Themen zur Verfügung:
- Datentransfer (Spam, Würmer, Phishing, Verkauf von Daten etc.)
- E-Card (sensible Medizindaten, Gesundheitsdaten etc.)
- Sozialversicherungsnummer (Schülerüberwachung, elektronisches Klassenbuch)
- Bonitätsinformationen (Schwarze Listen, Löschungsansprüche), Wirtschaftsauskunfteien
- Videoüberwachung
- Hilfe bei Amtswegen

Der Verein betreibt den Zertifizierungsdiensteanbieter A-CERT (siehe weiter unten) und das Projekt e-commerce-Rating und bildet betriebliche Datenschutzbeauftragte aus.

## A-CERT
A-CERT ist eine österreichische Zertifizierungsstelle (Root-CA), die von der ARGE Daten betrieben wird.
Unter anderem werden Client wie auch Server-Zertifikate angeboten.
Es besteht die Möglichkeit mit dem Produkt „A-CERT ADVANCED“ ein fortgeschrittenes Zertifikat lt. SigG zu beziehen. Dieses eignet sich für die digitale Rechnungslegung.